# وروار أبيض الحنجرة
وروار أبيض الحنجرة (الاسم العلمي: Merops albicollis) هو نوع من الطيور يتبع جنس الوروار من فصيلة الوروارية.